# 福爾斯朗德角
福爾斯朗德角（英語：False Round Point）是南極洲的海岬，位於南設得蘭群島的喬治王島北岸，處於諾斯角以西16公里和里德利島以南4公里，由英國研究隊命名，現時由南極條約體系管理。
61°54′S 58°2′W / 61.900°S 58.033°W